# Megaselia exuberans
Megaselia exuberans är en tvåvingeart som beskrevs av Borgmeier 1967. Megaselia exuberans ingår i släktet Megaselia och familjen puckelflugor. Inga underarter finns listade i Catalogue of Life.